# BiSH
BiSH（ビッシュ）は、2015年から2023年6月29日まで活動した日本のガールズグループ。キャッチコピーは「楽器を持たないパンクバンド」。媒体によって、アイドルグループやアーティストグループにも分類される。所属事務所はWACK。レーベルはavex trax。

## 概要
2015年1月、かつてBiSを手がけた渡辺淳之介が「BiSをもう一度始める」とBiSHの始動を宣言。サウンドプロデュースに松隈ケンタ（SCRAMBLES）、衣装の外林健太、アートディレクションの真田礼の初期のBiSを手掛けてきたスタッフを迎え、5人体制で活動をスタート。2016年1月、avexからのメジャーデビューに伴い、「新生クソアイドル」の肩書きを外し、同年2月頃より新たに「楽器を持たないパンクバンド」の肩書きで活動している。メンバーは2度の脱退と2度の加入を経て2016年8月から2023年6月まで6人体制で活動した。モモコグミカンパニーを中心にメンバー全員が楽曲の作詞を行い、ほぼ全ての楽曲の振り付けはアイナ・ジ・エンドが担当している。一部楽曲においては、メンバーの作曲も採用されている。
BiSHは、「Brand-new idol SHiT」（新生クソアイドル）の略。ファンのことを「清掃員」（クソを掃除する者）と呼ぶ。これは前身のBiSが、ファンのことを「研究員」と呼んでいたことにならい、2015年4月に行われた初ライブの「BiSHの三箇条」で発表された。
初期の活動では、TOKYO IDOL FESTIVAL 2015の2日目出演キャンセルや、2015年6月に行われたPOPとの200km駅伝など、プロモーション手法にもBiSのそれ（ロマン優光曰く、「昭和の新日本プロレス的なトラブルをトラブルで解決するような現実とシナリオが交錯する炎上商法」）との共通点が見られた。しかし、渡辺は「ホントに（BiSを）始めたときのクソインディーズの素人のときは、嫌われないと客が増えなかったんですけど、いまは嫌われると逆に客が減る状況になっちゃった」と語るように、BiS時代のような過激なプロモーション方法はあまり使わなくなっていたが、ゲリラリリースやゲリラライブなどファンを驚かせるユニークなプロモーションも行われていた。
ライブに重きを置いており、ワンマンライブの他に数多くの音楽フェスやイベント、学園祭などにも精力的に参加している。またBiSHのライブでは一部のイベントを除きライブ中の写真撮影が許可されており、ライブ後にはファン各々が撮影した写真がインターネット上を賑わしている。
代表曲「オーケストラ」「プロミスザスター」などのメロディアスなロックバラード楽曲から、｢My Landscape」「stereo future」などストリングスを導入した壮大な楽曲、「NON TiE-UP」「遂に死」などの過激な楽曲まで幅広い音楽性が特徴。作品発売後、発売の週の翌週以降も販売数を伸ばす傾向にあり、また発売翌年以降の旧作品の販売枚数も多くなっているが、これは近年のアイドルグループにはあまり見られない傾向である。
2023年6月29日、東京ドームでのライブ「Bye-Bye Show for Never」をもって解散した。

## 沿革

### 2015年
- 1月14日、BiSHの始動を宣言[7]。
- 3月10日、メンバー5人（ユカコラブデラックス、モモコグミカンパニー、セントチヒロ・チッチ、アイナ・ジ・エンド、ハグ・ミィ）が決定[18]。
- 3月18日、初音源「スパーク」がOTOTOYで無料ダウンロード開始。ただし、メンバーではなく渡辺淳之介が歌唱[19]。
- 4月3日、ユカコラブデラックスが脱退、4人体制となる[20]。
- 4月30日、Vampillia主催イベント「いいにおいのするいきのいいやつらTOKYO」にシークレットゲストとして登場、初ライブを行った[10]。
- 5月27日、1stアルバム『Brand-new idol SHiT』を発売。
- 6月6 - 7日、BiSHとPOP（GANG PARADE）が「対抗熱海駅伝」を開催。渋谷-熱海間を2日かけて往復200kmを走破[21]。
- 8月1日、TOKYO IDOL FESTIVAL に初出演。2日連続で出演の予定だったが[22]2日目の出演をアーティスト側の事情[23]により出演をキャンセルした[24][25]。
- 8月5日、ハシヤスメ・アツコとリンリンの加入を発表[26]。
- 8月26日、TIFの出演キャンセルを受け急遽Zepp Tokyoで「TOKYO BiSH SHiNE」を開催。TIF2日目のリストバンドを持参した者は無料で入場できた[27]。新メンバーのハシヤスメ・アツコとリンリンがお披露目された[27]。
- 9月2日、1stシングル『OTNK』を発売。
- 9月12日、BiS解散時のメンバーが揃った「AOMORI ROCK FESTIVAL 夏の魔物」にて、「BiSを封印する」と宣言、BiSの代表曲「nerve」を歌唱[28]。

### 2016年
- 1月19日、東京・LIQUIDROOMで開催されたワンマン・ライブ「IDOL is SHiT」のアンコールにて、avex traxからメジャーデビューすることと、「avexに失礼だから」との理由から「新生クソアイドル」の肩書きをなくすことが発表された[8]。
- 1月20日、2ndアルバム『FAKE METAL JACKET』を発売。
- 2月下旬、「楽器を持たないパンクバンド」という新たな肩書きを発表する[9][29]。
- 3月20日、セントチヒロ・チッチがキャプテン降格[30]。
- 5月2 - 3日、メジャーデビューを記念して24時間イベント「24 Hour Party BiSH」を開催。24時間のフリーライブと特典会を行った[31]。
- 5月4日、メジャー1stシングル『DEADMAN』を発売。
- 6月2日、赤坂BLITZで開催された「BiSH presents 〜地底からコンニチワ〜」をもって、ハグ・ミィが脱退。これに伴い、新メンバー募集のオーディションを開催[32]。
- 8月1日、アユニ・Dの加入を発表[33]。
- 8月24日、Zepp Tokyoで「TOKYO BiSH SHiNE repetition」を開催。アンコールでアユニ・Dがお披露目された[34]。
- 10月5日、メジャー1stアルバム『KiLLER BiSH』を発売。
- 10月8日、日比谷野外大音楽堂で「BiSH Less than SEX TOUR FINAL'帝王切開'」を開催。アンコールでは12人のストリングスとともに「オーケストラ」を歌唱[35]。
- 12月1日、アイナ・ジ・エンドが声帯結節の手術のため一時活動休止を発表[36]。

### 2017年
- 1月2日、「TIP×@JAM」でアイナ・ジ・エンド復帰。
- 3月19日、「BiSH NEVERMiND TOUR FiNAL」にて幕張メッセイベントホールでのライブを発表。
- 3月22日、メジャー2ndシングル『プロミスザスター』を発売。
- 3月28日 - 4月2日、WACK合同オーディション最終審査にアイナ・ジ・エンド、ハシヤスメ・アツコが参加。
- 4月2日、横浜赤レンガ倉庫イベント広場で行われたフリーイベント「WACK EXHiBiTiON」に出演。
- 6月28日、ミニアルバム『GiANT KiLLERS』を発売。同日、BiSHフリーライブ「YOYOGi GiANT KiLLERS」を東京・代々木公園野外ステージで開催。
- 7月22日、幕張メッセ 幕張イベントホールにて「BiSH NEVERMiND TOUR RELOADED THE FiNAL “REVOLUTiONS”」が行われた。全席SOLD OUTで7000人を動員した。終演後、TOKYO BiSH SHiNE3が開催されることが発表された[37]。
- 8月23日、Zepp Tokyoで毎年恒例となったフリーライブ「TOKYO BiSH SHiNE3」を開催。開催3年目にして初の満員となった。またこのライブで新グループ・EMPiREがお披露目された[38]。
- 10月2日、BiSH、BiS、GANG PARADEメンバーからなるシャッフルユニット「SAiNT SEX」にアイナ・ジ・エンドとアユニ・Dが参加[39]。
- 11月4・5日、メジャー2ndアルバム『THE GUERRiLLA BiSH』の発売に先駆け、2日間限定でタワーレコードにて299円で先行販売[40]。また11月5日には、大阪・道頓堀にてゲリラライブを敢行[41]。
- 11月29日、メジャー2ndアルバム『THE GUERRiLLA BiSH』を発売。六本木ヒルズアリーナでフリーライブ「THE けやき坂 GUERRiLLA BiSH」を開催。同日朝に生出演した『スッキリ』内でサプライズ告知されたにもかかわらず、2000人の清掃員が集結した。AbemaTVにて同時配信[42]。
- 12月1日、2018年5月に横浜アリーナでワンマンライブ「BiSH “TO THE END”」を開催することが同日初出演した『ミュージックステーション』内で放送されたCMで情報解禁された[43]。
- 12月6日、WACKとSCRAMBLESの設立3周年記念アルバム『WACK & SCRAMBLES WORKS』に参加[44]。
- 12月9日、エリザベス宮地監督、BiSH主演のドキュメンタリー映画「ALL YOU NEED is PUNK and LOVE」が東京・渋谷HUMAXシネマで公開。全国18か所で順次公開。

### 2018年
- 3月12 - 18日、合宿型オーディション「WACK合同オーディション2018」に、BiSHよりモモコグミカンパニーが参加。合宿の模様は、ニコニコ生放送で生中継された[45]。
- 3月7日、モモコグミカンパニーがBiSHのヒストリー本『目を合わせるということ』を発売[46]。
- 3月18日、大阪・大阪城音楽堂にて、WACK所属グループが一堂に会するフリーイベント「WACK EXHiBiTiON」開催。このイベント内で「WACK合同オーディション2018」の結果が発表され、BiSHは加入者なしとなった[47]。
- 3月28日、メジャー3rdシングル『PAiNT it BLACK』を発売。4月9日付オリコンウイークリーシングルランキングでシングル・アルバムを通じて初の1位を獲得[48]。
- 5月22日、横浜アリーナにて「BiSH "TO THE END"」を開催。全席SOLD OUTで1万2000人を動員した。アンコールで10月から初の全国ホールツアー「BRiNG iCiNG SHiT HORSE TOUR」、終演後には緊急告知として5月26日に岩手・宮古KLUB COUNTER ACTIONでライブ「"TO THE END,THE END"」を開催することが発表された[49][50]。
- 6月27日、初の両A面となるメジャー4thシングル『Life is beautiful / HiDE the BLUE』を発売[51]。同日、一切の事前告知なしでシングル『NON TiE-UP』を発売した[52]。
- 7月26日、SAiNT SEXに続くシャッフルユニット第2弾「HOLY SHiTS」にセントチヒロ・チッチが参加[53]。
- 8月29日、Zepp Tokyoでフリーライブイベント「TOKYO BiSH SHiNE4」を開催。本イベントはニコニコ生放送で生中継された。オープニングアクトとしてEMPiREが出演[54]。本公演アンコールにて、10月10日の東京・中野サンプラザホールを皮切りにスタートする全国ホールツアー「BRiNG iCiNG SHiT HORSE TOUR」のファイナルとして12月22日に千葉・幕張メッセ国際展示場9〜11ホールでワンマンライブ「BRiNG iCiNG SHiT HORSE TOUR FiNAL "THE NUDE"」を開催することを発表した[55]。
- 9月19日、セントチヒロ・チッチ、アイナ・ジ・エンドが「夜王子と月の姫/きえないで」でソロデビュー。同日、アユニ・Dがソロプロジェクト「PEDRO」として1stミニアルバム『zoozoosea』を事前告知なしでリリース。
- 11月23日、シングル『stereo future』が12月5日に発売されることを記念して、著名人などによる同曲の感想やBiSHへの応援コメントなどを掲載したスペシャルサイトを公開[56]。
- 11月23日、BiSH初の冠番組「BiSHのキレッキレJAPAN」がYahoo! JAPANアプリやGYAO!で12月3日より毎週月曜日に無料配信されることが発表された[57]。
- 12月5日、メジャー5thシングル『stereo future』を発売。
- 12月7 - 9日、メンバー6人それぞれが各地のCDショップに訪店し、トークイベントなどを行いながらゴール地点となるフリーライブ会場を目指す企画「参勤交代the beyond」を開催[58]。
- 12月9日、BiSH史上最大規模のフリーライブ「stereoなfutureにしないYOKOHAMA」を開催[58]。
- 12月22日、「BRiNG iCiNG SHiT HORSE TOUR FiNAL"THE NUDE"」を、千葉県の幕張メッセ9・10・11ホールにて開催。自己最高を更新する1万7000人を動員した[59]。
- 12月30日、第60回輝く!日本レコード大賞にて新人賞を受賞[60]。「PAiNT it BLACK」を披露した。最優秀新人賞受賞には至らなかったものの、「BiSH」がTwitterのトレンドで日本一位、世界二位を記録した[61]。

### 2019年
- 1月30日、配信限定シングル『二人なら』を発売。
- 3月24日 - 30日、合宿型オーディション「WACK合同オーディション2019」にアユニ・Dが参加[62]。
- 3月30日、長崎・壱岐の島ホールにて、WACK所属グループが一堂に会するフリーイベント「WACK EXHiBiTiON」開催。BiSHはモモコグミカンパニーがインフルエンザの疑いで欠席になったため、現体制で初めて5人体制でステージに立つことになった。このイベント内で「WACK合同オーディション2019」の結果が発表され、BiSHは加入者なしとなった。またアユニ・DのソロプロジェクトPEDROがエイベックスからEMI Recordsに移籍し活動を本格化させ、夏にアルバムリリースとツアーの開催が発表された[63]。
- 4月1日、「BRiNG iCiNG SHiT HORSE TOUR FiNAL "THE NUDE"」の発売記念ライブ上映会「BiSH to the THEATER3」でメジャー3rdアルバム『CARROTS and STiCKS』の発売がサプライズ告知され、ニューアルバム発売の特報がYouTubeにアップされた[64]。
- 4月3日、配信限定EP『STiCKS』を発売。
- 5月3日、配信限定EP『CARROTS』を発売。
- 6月12日、『BiSH CARROTS and STiCKS??』が事前告知なしで299円で先行販売。同日午後、ゲリラ販売されたCDがプロデューサーの渡辺淳之介と松隈ケンタによるユニット「beat mints boyz」が歌うフェイク盤だったことが明かされた[65]。
- 7月3日、メジャー3rdアルバム『CARROTS and STiCKS』を発売。
- 7月4日、ハシヤスメ・アツコがシングル『ア・ラ・モード』でソロデビュー[66]。
- 8月20日、Zepp Tokyoでフリーライブイベント「TOKYO BiSH SHiNE5」を開催。
- 9月23日、大阪城ホールでワンマンライブ「And yet BiSH moves.」を開催。関東圏以外のアリーナ級の会場でワンマンライブを開催するのは初[67]。12000人を動員[68]。
- 10月10日、テレビ朝日系『アメトーーク!』にて「〜クセがすごい女性グループ〜 BiSHドハマり芸人」という企画が放送され、番組ラストにはBiSHメンバー全員が出演[69][70]。また、番組放送中に新曲の解禁とともにiTunes限定で既発のアルバム全6作を1日限定300円で販売。これによりBillboard JAPANダウンロード・アルバム・チャートで『FAKE METAL JACKET』が首位、その他のアルバムもベスト10に全てランクインとなった[71]。
- 11月6日、メジャー6thシングル『KiND PEOPLE/リズム』を発売。
- 11月7日、Twitterで募集した日本各地のファンにメンバーが直接会いに行く企画「#優しいBiSH」を開催[72]。
- 11月9日、NEW HATEFUL KiND TOUR 松山公演中止を受けて、BiSHメンバーが11月9日午前中から愛媛県内の霊場を巡礼する企画「#BiSHお遍路」、同日にフリーライブ「Thank you for KiND PEOPLE FREE LiVE in Matsuyama」を開催[73]。

### 2020年
- 2月26日、新型コロナウイルス感染症感染拡大に伴い、2月終わりから3月上旬のライブ・イベントの中止を発表[74]。
- 3月22日 - 28日、合宿型オーディション「WACK合同オーディション2020」にセントチヒロ・チッチが参加[75]。
- 4月13日、配信限定シングル『TOMORROW』を発売。
- 5月21日、新型コロナウイルス感染症の拡大のため、5月から7月まで開催予定だったワンマンツアー及び対バンツアーの全公演中止を発表[76]。
- 5月27日、収益全額がライブハウスに寄付されるベストアルバム、新シングルに楽曲を追加した“メジャー3.5th”アルバムの発売を発表[77][78]。
- 6月3日、モモコグミカンパニーの2冊目のエッセイ集刊行に向けたクラウドファンディングを開始[79]。最終的に4401名、5200万円の支援が集まり、12月4日に発売された。
- 7月8日、BiSH初のベストアルバム『FOR LiVE -BiSH BEST-』を発売。7月20日付オリコン週間アルバムランキングでアルバム初の1位を獲得[80]。
- 7月14日、「LETTERS」連動企画でUber Eats配達パートナーに挑戦。メンバーが東京都内でUber Eatsの配達パートナーとして働き、手紙ではなく料理を届けた[81]。
- 7月22日、メジャー3.5thアルバム『LETTERS』リリース。ベストアルバムに引き続き、週間オリコンチャートで1位を獲得。
- 10月15日、FPS『Call of Duty: Mobile』の一周年企画として「Call of Duty: Mobile × BiSH Special Live -STORY OF DUTY-」開催。ゲーム内で限定ライブと新曲「STORY OF DUTY」発解禁が行われた[82]。
- 12月3日、WACKとavex traxによりアイナ・ジ・エンドのソロ活動本格始動が発表。アルバム発売とライブツアーが発表された[83]。
- 12月24日、沖縄公演以来332日ぶりの有観客ワンマンライブ「REBOOT BiSH」を開催。5000人を動員した[84]。

### 2021年
- 1月1日、歴代衣装を着たメンバーによる全93曲のライブパフォーマンスの模様、新作コント、バラエティ企画などが盛り込まれた8時間におよぶ映像作品「BiSH presents FROM DUSK TiLL DAWN」を配信開始[84]。
- 1月18日、前日17日まで公開された、映像配信コンテンツ「BiSH presents FROM DUSK TiLL DAWN」から抜粋した「HUG ME」のライブ映像をYouTubeにて公開[85]。
- 1月30日、新たなアーティスト写真を公開。2015年にリリースされたインディーズ1stアルバム『Brand-new idol SHiT』のアートワークをセルフオマージュしたもので、アルバムのアートワークと同様に東京・渋谷の道玄坂にあるラブホテル街で撮影された。衣装制作、撮影、デザインはグループの結成以来BiSHの全衣装と写真を手がける外林健太が担当[86]。
- 3月21日 - 27日、合宿型オーディション「WACK合同オーディション2021」にリンリンが参加[87]。
- 6月2日、8月4日にリリースするアルバム『GOiNG TO DESTRUCTiON』の“破壊盤”の動画をYouTubeで公開。アルバムは破壊盤のほか、初回限定盤、DVD盤、CD盤の4形態があり、破壊盤はメンバーが直筆でサインを入れたうえで1枚1枚破壊したレア商品となる。破壊盤は1点ずつ仕上がりが異なるがCDの再生に問題はないこと、ひび割れの程度を指定できないこと、ひび割れケースに特殊加工をしているので加工部分のフィルムを剥がさないことなどが注意事項としてアナウンスされている[88]。
- 8月6日、メンバーが新型コロナウイルス感染したため、8月14日の「ROCK CIRCUIT 2021 in EZO」は出演を見合わせ、8月18日に予定していたライブイベントも中止を発表した[89][90]。
- 9月1日、感染していた3名が療養を終え、レギュラーラジオ『ATTACK OF THE KiLLER BiSH』より活動を再開[91]。
- 12月23日、翌24日の緊急生配信ライブ「THiS is FOR BiSH」において「大切な発表」を行うことを告知[92]。
- 12月24日、緊急生配信ライブ「THiS is FOR BiSH」および日本テレビ系で放送された『スッキリ』において2023年に解散することを発表すると同時に、2022年以内に成し遂げるファンとの約束「BiSHからのPROMiSE」も発表した[93]。
- 12月31日、『第72回NHK紅白歌合戦』に初出場し、「プロミスザスター」を披露した。

### 2022年
- 1月1日、CDTVスペシャル！年越しプレミアライブに出場し、「オーケストラ」を披露した。
- 1月5日、東京・代々木公園で「BiSH解散パーチー開会式」を開催[94]。
- 2月14日、DDT新宿FACE大会において、リンリンがアントーニオ本多からアイアンマンヘビーメタル級王座を奪取、第1545代王者となる。
- 3月25日、ゆにばーす・ばいぶる最終回において、リンリンがリンゴを握り潰せず"ギブアップ"コールをしたためアイアンマンヘビーメタル級王座から陥落。
- 3月27日、オリジナル番組「Hulu BiSH iS OVER!」の配信がHuluで開始。
- 5月26日、富士急ハイランド・コニファーフォレストにて、BiSH史上最大規模の野外ワンマンとなる「BiSH OUT of the BLUE」を開催することを発表。
- 7月28日、メンバーのコロナウイルス感染が確認されたため、7月30日に予定されていた、「BiSH OUT of the BLUE」富士急ハイランド・コニファーコレスト公演を延期することを発表。
- 8月2日、延期されていた「BiSH OUT of the BLUE」富士急ハイランド・コニファーフォレスト公演を、10月2日に開催することを発表。
- 9月21日、大阪城ホールでの二年連続となるワンマンライブ「And yet BiSH moved.」を開催。
- 10月2日、富士急ハイランド・コニファーフォレストにてワンマンライブ「BiSH OUT of the BLUE」を開催。なお、この公演はHuluでも同時生配信された。
- 10月3日、Zepp DiverCityでフリーライブイベント「FiNE NATURE SENSATiON」を開催。
- 10月25日、横浜アリーナで行われたワンマンライブ「TO THE END TO THE END」の公演終了後、場内ビジョンにおいて、12月22日に国立代々木競技場第一体育館でワンマンライブ「世界で一番綺麗なBiSH」を開催することが発表された。
- 12月20日、国立代々木競技場第一体育館で『BiSHフェス』を開催。出演者は全組BiSHであり、各部ごとにコンセプトが変わる、4部構成の特殊形式で行われた。
- 12月22日、国立代々木競技場第一体育館で行われたワンマンライブ「世界で一番綺麗なBiSH」のアンコールにおいて、2023年6月29日に東京ドームで開催されるライブをもって解散することが発表された[95]。

### 2023年
- 2月19日、ラストCDシングルとなる「Bye-Bye Show」がTHE YELLOW MONKEYの吉井和哉が作詞、作曲、プロデュースをすることが発表され、同時に同バンドの他のメンバー(Gt.菊地英昭、Ba.廣瀬洋一、Dr.菊地英二)がレコーディングに参加することも発表された[96]。
- 3月23日、アイナ・ジ・エンドが撮影中の事故により頭部を負傷し、一部のライブ・テレビ出演をBiSHとして出演を見合わせることが発表された。
- 4月30日、最後のアーティスト写真を公開[97]。
- 6月10日、ぴあアリーナMMで開催された『LOVE MUSIC FES』への出演を以て、フェスへの出演を終えた。
- 6月24日、NHK総合『Venue101 Presents BiSH Bye-Bye リクエスト Show』を以て、テレビ出演を終えた。
- 6月29日、東京ドームでラストライブ「Bye-Bye Show for Never」を開催し解散した[98][17]。ラストライブ終了後、メンバーの今後の活動がアナウンスされた[99]。

## メンバー

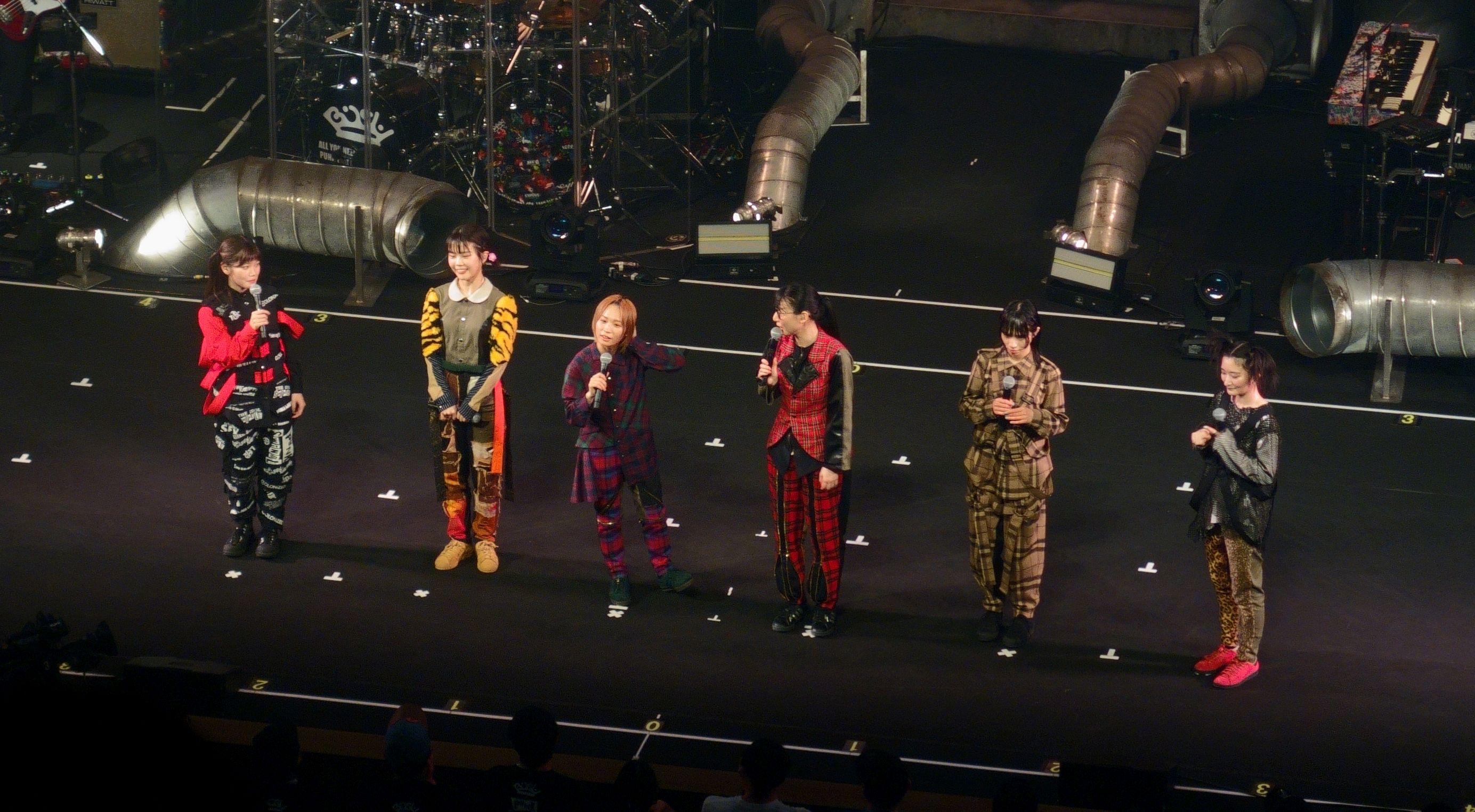
向かって左からセントチヒロ・チッチ、アイナ・ジ・エンド、モモコグミカンパニー、ハシヤスメ・アツコ、アユニ・D、リンリン。2023年『PUNK SWiNDLE TOUR』にて撮影。

### 最終メンバー
| 写真 | 名前                 | 誕生日   | 出身地                  | 血液型 | 担当                                             | ファンの俗称          | 備考 |
| ---- | -------------------- | -------- | ----------------------- | ------ | ------------------------------------------------ | --------------------- | --- |
|      | アイナ・ジ・エンド   | 12月27日 | 大阪府吹田市            | A型    | おくりびと                                       | THEENDER              | - 2015年3月加入（オリジナルメンバー） - 振り付け担当 - ハスキーボイス - SAiNT SEXメンバー - ONAGAWACKSTARSメンバー - ソロアーティストとして活動 - 2025年3月31日よりエイベックス・ミュージック・クリエイティヴに所属                                                        |
|      | セントチヒロ・チッチ | 5月8日   | 東京都八王子市          | AB型   | 見た目は真面目、中身は悪女 これでも彼氏は2人まで | チッチキャップス      | - 2015年3月加入（オリジナルメンバー） - 加入以前は強がりセンセーションに所属していた - HOLY SHiTSメンバー - 柏木由紀プロデュースユニットSPYのメンバー - ソロプロジェクト「CENT」として活動 - 「加藤千尋」名義で俳優活動 - 2024年1月5日よりスターダストプロモーションに所属 |
|      | モモコグミカンパニー | 9月4日   | 東京都                  | O型    | あまのじゃく                                     | ももこ組              | - 2015年3月加入（オリジナルメンバー） - 多くの楽曲の作詞を担当している - 2023年6月30日から2025年5月31日までワタナベエンターテインメントに所属。 |
|      | ハシヤスメ・アツコ   | 9月27日  | 福岡県 （東京都生まれ） | O型    | メガネ                                           | ハシックス            | - 2015年8月加入 - コント担当 - 柏木由紀プロデュースユニットSPYのメンバー - 2023年6月30日よりホリプロに所属 |
|      | リンリン             | 3月9日   | 静岡県                  | 不明   | 無口                                             | リンリン☆テレフォンズ | - 2015年8月加入 - iNNOCENT ASSメンバー - 2023年6月30日より「MISATO ANDO」に改名し、アート活動を行う |
|      | アユニ・D            | 10月12日 | 北海道札幌市            | A型    | 僕の妹がこんなに 可愛いわけがない                | お兄たんズ            | - 2016年8月加入 - 「PEDRO」・「青虫」としても活動 - SAiNT SEXメンバー - 退社後は個人事務所「株式会社 浪漫惑星」設立 |

### 元メンバー
| 名前                 | 誕生日  | 担当         | ファンの俗称 | 備考 |
| -------------------- | ------- | ------------ | ------------ | --- |
| ユカコラブデラックス | 3月18日 | -            | -            | - 2015年3月加入(オリジナルメンバー)、2015年4月3日脱退 - ミキノルムとして活動 - 「MONSTERS」「TOUMIN SHOJO」「Lonely girl」の作詞を担当 - 「スパーク」には、彼女のヴォーカルが収録 |
| ハグ・ミィ           | 9月11日 | あぶない熟女 | はぐちゃんズ | - 2015年3月加入(オリジナルメンバー)、2016年6月2日脱退 - 加入以前は秋葉原ディアステージに所属していた - 「HUG ME」「身勝手あいにーじゅー」の作詞を担当                             |

## 作品
順位はオリコン・ウィークリーランキング最高順位。

### シングル
| #                        | 発売日                   | タイトル                                                                 | 販売形態                 | 販売形態                 | 順位                     | 初収録アルバム           | 備考                     |
| #                        | 発売日                   | タイトル                                                                 | 初回限定盤               | 通常盤                   | 順位                     | 初収録アルバム           | 備考                     |
| SUB TRAX（インディーズ） | SUB TRAX（インディーズ） | SUB TRAX（インディーズ）                                                 | SUB TRAX（インディーズ） | SUB TRAX（インディーズ） | SUB TRAX（インディーズ） | SUB TRAX（インディーズ） | SUB TRAX（インディーズ） |
| ------------------------ | ------------------------ | ------------------------------------------------------------------------ | ------------------------ | ------------------------ | ------------------------ | ------------------------ | ------------------------ |
|                          | 2015年9月2日             | OTNK                                                                     |                          | DDCZ-2043                | 10位                     | FAKE METAL JACKET        |                          |
| avex trax（メジャー）    |                          |                                                                          |                          |                          |                          |                          |                          |
| 1                        | 2016年5月4日             | DEADMAN                                                                  | AVCD-83524/B             | AVCD-83525/B             | 5位                      | KiLLER BiSH              |                          |
| 1                        | 2016年5月4日             | DEADMAN                                                                  | AVCD-83524/B             | AVCD-83526               | 5位                      | KiLLER BiSH              |                          |
| 2                        | 2017年3月22日            | プロミスザスター                                                         | AVZD-83764/B             | AVCD-83765/B             | 4位                      | THE GUERRiLLA BiSH       |                          |
| 2                        | 2017年3月22日            | プロミスザスター                                                         | AVZD-83764/B             | AVCD-83766               | 4位                      | THE GUERRiLLA BiSH       |                          |
| 3                        | 2018年3月28日            | PAiNT it BLACK                                                           |                          | AVCD-94026/B             | 1位                      | CARROTS and STiCKS       |                          |
| 3                        | 2018年3月28日            | PAiNT it BLACK                                                           | AVCD-94027/B             |                          | 1位                      | CARROTS and STiCKS       |                          |
| 3                        | 2018年3月28日            | PAiNT it BLACK                                                           | AVCD-94028               |                          | 1位                      | CARROTS and STiCKS       |                          |
| 4                        | 2018年6月27日            | Life is beautiful/HiDE the BLUE                                          | AVCD-94076/C             | AVCD-94077/B             | 3位                      | CARROTS and STiCKS       |                          |
| 4                        | 2018年6月27日            | Life is beautiful/HiDE the BLUE                                          | AVCD-94076/C             | AVCD-94078               | 3位                      | CARROTS and STiCKS       |                          |
| -                        | 2018年6月27日            | NON TiE-UP                                                               |                          | AVCD-94079               | 12位                     | CARROTS and STiCKS       | ゲリラリリース           |
| 5                        | 2018年12月5日            | stereo future                                                            | AVCD-94216/B             | AVCD-94217/B             | 4位                      | CARROTS and STiCKS       |                          |
| 5                        | 2018年12月5日            | stereo future                                                            | AVCD-94216/B             | AVCD-94218               | 4位                      | CARROTS and STiCKS       |                          |
| 6                        | 2019年11月6日            | KiND PEOPLE/リズム                                                       | AVCD-94636/B             | AVCD-94637/B             | 2位                      | FOR LiVE -BiSH BEST-     |                          |
| 6                        | 2019年11月6日            | KiND PEOPLE/リズム                                                       | AVCD-94636/B             | AVCD-94638               | 2位                      | FOR LiVE -BiSH BEST-     |                          |
| 7                        | 2022年1月12日            | FiNAL SHiTS                                                              |                          | AVCD-61151               | 3位                      | BiSH THE BEST            | 12ヶ月連測リリース       |
| 8                        | 2022年2月9日             | ぴょ                                                                     | AVCD-61176/B             | AVCD-61177               | 2位                      | BiSH THE BEST            | 12ヶ月連測リリース       |
| 8                        | 2022年2月9日             | ぴょ                                                                     | AVCD-61176/B             | AVCD-61178               | 2位                      | BiSH THE BEST            | 12ヶ月連測リリース       |
| 9                        | 2022年3月2日             | 愛してると言ってくれ                                                     |                          | AVCD-61179               | 4位                      | BiSH THE BEST            | 12ヶ月連測リリース       |
| 10                       | 2022年4月20日            | ごめんね                                                                 | AVCD-61185/B             | AVCD-61186               | 4位                      | BiSH THE BEST            | 12ヶ月連測リリース       |
| 10                       | 2022年4月20日            | ごめんね                                                                 | AVCD-61185/B             | AVCD-61187               | 4位                      | BiSH THE BEST            | 12ヶ月連測リリース       |
| 11                       | 2022年5月11日            | LiE LiE LiE                                                              |                          | AVCD-61197               | 3位                      | BiSH THE BEST            | 12ヶ月連測リリース       |
| 12                       | 2022年6月29日            | どんなに君が変わっても 僕がどんなふうに変わっても 明日が来る君に会うため | AVCD-61210/B             | AVCD-61211/B             | 4位                      | BiSH THE BEST            | 12ヶ月連測リリース       |
| 12                       | 2022年6月29日            | どんなに君が変わっても 僕がどんなふうに変わっても 明日が来る君に会うため | AVCD-61210/B             | AVCD-61212               | 4位                      | BiSH THE BEST            | 12ヶ月連測リリース       |
| 13                       | 2022年7月27日            | SEE YOU                                                                  |                          | AVCD-61229               | 8位                      | BiSH THE BEST            | 12ヶ月連測リリース       |
| 14                       | 2022年8月31日            | サヨナラサラバ                                                           | AVCD-61233/B             | AVCD-61234               | 5位                      | BiSH THE BEST            | 12ヶ月連測リリース       |
| 14                       | 2022年8月31日            | サヨナラサラバ                                                           | AVCD-61233/B             | AVCD-61235               | 5位                      | BiSH THE BEST            | 12ヶ月連測リリース       |
| 15                       | 2022年9月21日            | UP to ME                                                                 |                          | AVCD-61240               | 9位                      | BiSH THE BEST            | 12ヶ月連測リリース       |
| 16                       | 2022年10月26日           | 悲しみよとまれ                                                           | AVCD-61257/B             | AVCD-61258/B             | 3位                      | BiSH THE BEST            | 12ヶ月連測リリース       |
| 16                       | 2022年10月26日           | 悲しみよとまれ                                                           | AVCD-61257/B             | AVCD-61259               | 3位                      | BiSH THE BEST            | 12ヶ月連測リリース       |
| 17                       | 2022年11月23日           | 脱・既成概念                                                             |                          | AVCD-61260               | 11位                     | BiSH THE BEST            | 12ヶ月連測リリース       |
| 18                       | 2022年12月21日           | ZUTTO                                                                    | AVCD-61274/B             | AVCD-61275               | 3位                      | BiSH THE BEST            | 12ヶ月連測リリース       |
| 18                       | 2022年12月21日           | ZUTTO                                                                    | AVCD-61274/B             | AVCD-61276               | 3位                      | BiSH THE BEST            | 12ヶ月連測リリース       |
| 19                       | 2023年3月22日            | Bye-Bye Show                                                             | AVCD-61292/B~D           | AVCD-61298/B             | 1位                      | BiSH THE BEST            |                          |
| 19                       | 2023年3月22日            | Bye-Bye Show                                                             | AVCD-61297/B~D           | AVCD-61299               | 1位                      | BiSH THE BEST            |                          |

#### 配信限定シングル
| #         | 発売日         | タイトル                                   | 初収録アルバム       |
| avex trax | avex trax      | avex trax                                  | avex trax            |
| --------- | -------------- | ------------------------------------------ | -------------------- |
| 1         | 2019年1月30日  | 二人なら                                   | CARROTS and STiCKS   |
| 2         | 2020年4月13日  | TOMORROW                                   | LETTERS              |
| 3         | 2020年10月28日 | STORY OF DUTY                              | GOiNG TO DESTRUCTiON |
| 4         | 2021年3月26日  | STAR                                       | GOiNG TO DESTRUCTiON |
| 5         | 2021年4月9日   | ZENSHiN ZENREi                             | GOiNG TO DESTRUCTiON |
| 6         | 2021年5月6日   | in case...                                 | GOiNG TO DESTRUCTiON |
| 7         | 2021年7月5日   | STACKiNG                                   | GOiNG TO DESTRUCTiON |
| 8         | 2023年4月2日   | innocent arrogance                         | BiSH THE BEST        |
| 9         | 2023年5月28日  | Patient!! - BiSH Ver. from BiSH THE NEXT - | 未収録               |
| 10        | 2023年6月18日  | THE NEXT - BiSH Ver. from BiSH THE NEXT -  | 未収録               |

### アルバム
| #                        | 発売日                   | タイトル                  | 販売形態                 | 販売形態                 | 順位                     | 備考                     |
| #                        | 発売日                   | タイトル                  | 初回限定盤               | 通常盤                   | 順位                     | 備考                     |
| SUB TRAX（インディーズ） | SUB TRAX（インディーズ） | SUB TRAX（インディーズ）  | SUB TRAX（インディーズ） | SUB TRAX（インディーズ） | SUB TRAX（インディーズ） | SUB TRAX（インディーズ） |
| ------------------------ | ------------------------ | ------------------------- | ------------------------ | ------------------------ | ------------------------ | ------------------------ |
| 1                        | 2015年5月27日            | Brand-new idol SHiT       |                          | DDCZ-2029                | 20位                     |                          |
| 2                        | 2016年1月20日            | FAKE METAL JACKET         | DDCZ-2069                | 13位                     |                          |                          |
| avex trax（メジャー）    |                          |                           |                          |                          |                          |                          |
| 1                        | 2016年10月5日            | KiLLER BiSH               | AVCD-934543/B            | AVCD-93453/B             | 7位                      |                          |
| 1                        | 2016年10月5日            | KiLLER BiSH               | AVCD-934543/B            | AVCD-93454               | 7位                      |                          |
| 1                        | 2016年10月5日            | KiLLER BiSH               | AVCD-934543/B            | AVC1-93485/B             | 7位                      |                          |
| mini                     | 2017年6月28日            | GiANT KiLLERS             | AVZD-93684/B             | AVCD-93685/B             | 4位                      |                          |
| mini                     | 2017年6月28日            | GiANT KiLLERS             | AVZD-93684/B             | AVCD-93686/7             | 4位                      |                          |
| mini                     | 2017年6月28日            | GiANT KiLLERS             | AVZD-93684/B             | AVCD-93688               | 4位                      |                          |
| 2                        | 2017年11月4日            | THE GUERRiLLA BiSH        |                          | AVC1-93763               | 6位                      | ゲリラ先行販売           |
| 2                        | 2017年11月29日           | THE GUERRiLLA BiSH        | AVCD-93752/B             | AVCD-93753/B             | 5位                      |                          |
| 2                        | 2017年11月29日           | THE GUERRiLLA BiSH        | AVCD-93752/B             | AVCD-93754               | 5位                      |                          |
| 3                        | 2019年6月12日            | BiSH CARROTS and STiCKS?? |                          | AVC1-96319               | 6位                      | FAKE盤                   |
| 3                        | 2019年7月3日             | CARROTS and STiCKS        | AVCD-96298/B             | AVCD-962300/B            | 4位                      |                          |
| 3                        | 2019年7月3日             | CARROTS and STiCKS        | AVCD-96298/B             | AVCD-96301/2             | 4位                      |                          |
| 3                        | 2019年7月3日             | CARROTS and STiCKS        | AVCD-96298/B             | AVCD-96303               | 4位                      |                          |
| 3.5                      | 2020年7月22日            | LETTERS                   | AVCD-96531/B             | AVCD-96532/B             | 1位                      |                          |
| 3.5                      | 2020年7月22日            | LETTERS                   | AVCD-96531/B             | AVCD-96533               | 1位                      |                          |
| 4                        | 2021年8月4日             | GOiNG TO DESTRUCTiON      | AVCD-96748/B             | AVCD-96749               | 1位                      |                          |
| 4                        | 2021年8月4日             | GOiNG TO DESTRUCTiON      | AVCD-96748/B             | AVCD-96750/B             | 1位                      |                          |
| 4                        | 2021年8月4日             | GOiNG TO DESTRUCTiON      | AVCD-96748/B             | AVCD-96751               | 1位                      |                          |

#### 配信アルバム
| # | 発売日       | タイトル |
| - | ------------ | -------- |
| 1 | 2019年4月3日 | STiCKS   |
| 2 | 2019年5月3日 | CARROTS  |

#### ベストアルバム
| # | 発売日        | タイトル             | 販売形態       | 販売形態     | 順位 |
| # | 発売日        | タイトル             | 初回限定盤     | 通常盤       | 順位 |
| - | ------------- | -------------------- | -------------- | ------------ | ---- |
| 1 | 2020年7月8日  | FOR LiVE -BiSH BEST- |                | AVCD-96534/5 | 1位  |
| 2 | 2023年6月28日 | BiSH THE BEST        | AVCD-63459/B~D | AVCD-63463/B | 1位  |
| 2 | 2023年6月28日 | BiSH THE BEST        | AVCD-63461/B   | AVCD-63465   | 1位  |

### ミュージックビデオ
| 公開日 | 公開日   | 曲名                                                                   |
| ------ | -------- | ---------------------------------------------------------------------- |
| 2015年 | 4月29日  | BiSH-星が瞬く夜に-                                                     |
| 2015年 | 8月14日  | OTNK                                                                   |
| 2015年 | 11月20日 | ALL YOU NEED IS LOVE                                                   |
| 2016年 | 1月7日   | MONSTERS                                                               |
| 2016年 | 4月5日   | DEADMAN                                                                |
| 2016年 | 9月9日   | オーケストラ                                                           |
| 2016年 | 10月5日  | 本当本気                                                               |
| 2017年 | 3月3日   | プロミスザスター                                                       |
| 2017年 | 6月12日  | GiANT KiLLERS                                                          |
| 2017年 | 7月31日  | Nothing.                                                               |
| 2017年 | 11月4日  | My landscape                                                           |
| 2017年 | 12月1日  | SMACK baby SMACK                                                       |
| 2018年 | 2月2日   | JAM                                                                    |
| 2018年 | 3月23日  | PAiNT it BLACK                                                         |
| 2018年 | 4月3日   | HiDE the BLUE                                                          |
| 2018年 | 5月29日  | Life is beautiful                                                      |
| 2018年 | 6月26日  | NON TiE-UP                                                             |
| 2018年 | 11月8日  | stereo future                                                          |
| 2019年 | 4月2日   | 遂に死                                                                 |
| 2019年 | 5月2日   | I am me.                                                               |
| 2019年 | 6月12日  | DiSTANCE                                                               |
| 2019年 | 7月3日   | MORE THAN LiKE                                                         |
| 2019年 | 8月17日  | GRUNGE WORLD [Document MV]                                             |
| 2019年 | 10月11日 | リズム                                                                 |
| 2019年 | 10月26日 | KiND PEOPLE                                                            |
| 2020年 | 5月11日  | TOMORROW                                                               |
| 2020年 | 7月15日  | LETTERS                                                                |
| 2020年 | 8月13日  | スーパーヒーローミュージック                                           |
| 2020年 | 10月28日 | STORY OF DUTY                                                          |
| 2021年 | 3月26日  | STAR                                                                   |
| 2021年 | 5月6日   | in case…[MUSIC ViDEO(アニメ ver.)]                                     |
| 2021年 | 7月5日   | STACKiNG                                                               |
| 2021年 | 8月4日   | BE READY                                                               |
| 2021年 | 8月31日  | CAN WE STiLL BE??                                                      |
| 2022年 | 1月1日   | FiNAL SHiTS                                                            |
| 2022年 | 2月9日   | ぴょ                                                                   |
| 2022年 | 3月2日   | 愛してると言ってくれ                                                   |
| 2022年 | 4月20日  | ごめんね                                                               |
| 2022年 | 4月27日  | I have no idea.                                                        |
| 2022年 | 5月11日  | LiE LiE LiE                                                            |
| 2022年 | 6月29日  | どんなに君が変わっても僕がどんなふうに変わっても明日が来る君に会うため |
| 2022年 | 7月29日  | SEE YOU                                                                |
| 2022年 | 8月7日   | サヨナラサラバ                                                         |
| 2022年 | 9月22日  | UP to ME                                                               |
| 2022年 | 10月26日 | 悲しみよとまれ                                                         |
| 2022年 | 11月14日 | 脱・既成概念                                                           |
| 2022年 | 12月12日 | ZUTTO                                                                  |
| 2023年 | 2月20日  | Bye-Bye Show                                                           |

### メンバーソロ作品

#### セントチヒロ・チッチ
| 発売日        | タイトル       | 順位 | 形態     | 備考            |
| ------------- | -------------- | ---- | -------- | --------------- |
| 2018年9月19日 | 夜王子と月の姫 | 10位 | シングル | 両A面でリリース |

##### CENT名義
| 発売日        | タイトル         | 形態         | 備考 |
| ------------- | ---------------- | ------------ | --- |
| 2022年8月20日 | 向日葵           | シングル     | 配信限定 |
| 2023年2月17日 | すてきな予感     | シングル     | 配信限定 |
| 2023年8月23日 | PER→CENT→AGE     | アルバム     | |
| 2024年8月21日 | 堂々らぶそんぐ   | シングル     | 配信限定 |
| 2025年1月8日  | 百日草           | シングル     | 配信限定 |
| 2025年3月12日 | Linda feat.詩羽  | シングル     | 配信限定 |
| 2025年7月2日  | ラブシンドローム | シングル     | 配信限定、カンテレ・フジテレビ系連続ドラマ＜火ドラ★イレブン＞『北くんがかわいすぎて手に余るので、３人でシェアすることにしました。』主題歌 |
| 2025年8月20日 | らぶあるばむ     | ミニアルバム | |

#### ハシヤスメ・アツコ
| 発売日       | タイトル       | 順位 | 形態     | 備考          |
| ------------ | -------------- | ---- | -------- | ------------- |
| 2019年7月4日 | ア・ラ・モード | -    | シングル | mu-mo限定販売 |

#### リンリン
- 遠クエ (チョコボール飛びたいキョロちゃん缶コラボソング)[128]

#### モモコグミカンパニー

##### (momo)名義
| 発売日        | タイトル       | 形態         | 備考     |
| ------------- | -------------- | ------------ | -------- |
| 2023年9月4日  | うそつき       | シングル     | 配信限定 |
| 2024年1月15日 | ここにあった日 | ミニアルバム |          |
| 2024年9月7日  | かすり傷       | シングル     | 配信限定 |

### 参加作品
- WACKコラボ作品

- BiSH×The LEGENDARY SIX NINEスプリットシングル『CHAOS PARTY』[129]（2016年7月17日）-「怪」で参加
- NATASHA「ナターシャ」[130]（2016年9月24日）-「ナターシャ」に参加（チッチ）[131]
- NATASHA「MOONLiGHT / VOLCANO」（2017年8月27日）-「MOONLiGHT」「VOLCANO」に参加（チッチ）[132]
- 美少女戦士セーラームーンTHE 25TH ANNIVERSARY MEMORIAL TRIBUTE（2018年4月4日、キングレコード、KICＡ-3271） - 「Moon Revenge」で参加
- 北斗の拳 35th Anniversary Album “伝承”（2019年1月16日、ユニバーサルミュージック、TYCT-60133） - 「Small Fish」で参加
- 東京スカパラダイスオーケストラトリビュート集 楽園十三景（2019年3月13日、cutting edge、CTCR-14956） - 「カナリヤ鳴く空」で参加
- あの日　恋をしました　presented by 胸キュンスカッと (2019年4月24日、ソニーミュージックレコーズ、SRCL-11089) - ｢オーケストラ｣で参加
- 香取慎吾 / 20200101（2020年1月1日、ワーナーミュージック・ジャパン、WPCL-13167）-「FUTURE WORLD」に参加
- サンボマスター / 究極トリビュート ラブ フロム ナカマ（2020年3月25日、ビクターエンタテインメント、VIZL-1753・VICL-65354）-「できっこないを やらなくちゃ」で参加
- 機動戦士ガンダム 40th Anniversary Album 〜BEYOND〜（2020年4月29日、サンライズミュージック、SRML-1013・SRML-1011〜2・SRML-1008〜10） - 「Ash Like Snow」で参加
- SHAPE SHiFTERS（セントチヒロ・チッチ、ケンモチヒデフミ、NAOKI WADA）「雨ニモマケズ」（2020年）[133]
- 9mm Parabellum Bullet / CHAOSMOLOGY（2020年9月9日、日本コロムビア、COCP-41241）-「Discommunication」に参加
- LFB（LIVE FORCE BAND）「斜陽」に参加（チッチ）[134]
- 突然少年 / 「アンラッキーヤングメン」MV - 監督（チッチ）[135]
- BIM / 「吐露ノート」（2021年3月31日、SUMMIT）- コーラスで参加（チッチ）[136]
- 神はサイコロを振らない × アユニ・D(BiSH/PEDRO) × n-buna from ヨルシカ「初恋」（2021年7月16日）[137]
- SPiCE TRAVELERS「ひとりぼっちのあいつへ」「美味しい日々」（2021年）（チッチ）
- 柏木由紀なりのBiSH-BAD TEMPER-（2021年11月30日、キングレコード、KICM-2098）
- 氣志團トリビュートアルバム『All Night Carnival」（2022年3月30日、avex trax、AVCD-96916・AVCD-96917） - 「One Night Carnival」で参加[138]
- THIS IS JAPAN / 『トワイライト・ファズ』（2022年5月25日、キューンミュージック、KSCL-3374・KSCL-3376）-「KARAGARA feat. セントチヒロ・チッチ（BiSH）」に参加[139]
- DENIMS / 「ふたり feat. アユニ・D」（2022年10月12日、OSAMI studio.）[140]
- ELLEGARDENトリビュートアルバム『ELLEGARDEN TRIBUTE (Amazon Original)』（2022年11月11日） - 「ジターバグ」で参加[141]
- Patient!! - BiSH Ver. from BiSH THE NEXT -（2023年5月28日、avex trax）[142]
- THE NEXT - BiSH Ver. from BiSH THE NEXT -（2023年6月18日、avex trax）
- 詩羽 / 「bonsai feat. CENT」（2024年12月18日、ワーナーミュージック・ジャパン）

### 書籍
- 『BiSH / ALL YOU NEED is BAND SCORE!!』（2017年7月25日、リットーミュージック、ISBN 978-4-8456-3076-9）[143]
- モモコグミカンパニー『目を合わせるということ』（2018年3月7日、シンコーミュージック・エンタテイメント、ISBN 978-4-4016-4573-2）[144]
- 『BiSHぴあ』（2018年5月22日、ぴあ、ISBN 978-4-8356-3456-2）[145]
- 【デジタル限定 YJ PHOTO BOOK】BiSH写真集「ビッシュ」（2019年8月1日、集英社）
- 『BiSH / ALL YOU NEED is BAND SCORE!! 2』（2018年10月12日、リットーミュージック、ISBN 978-4-8456-3308-1）[146]
- モモコグミカンパニー『きみが夢にでてきたよ』（2020年12月4日、日販アイ・ピー・エス、ISBN 978-4-909877-04-8）[147]
- CHRONiCLE BiSH（2021年3月26日、ロッキング・オン、ISBN 978-4-86052-137-0）
- モモコグミカンパニー『御伽の国のみくる』（2022年3月19日、河出書房新社、ISBN 978-4-309-03030-2）[148]
- セントチヒロ・チッチ『チッチと猫のハクと坊』（2022年6月14日、ぴあ、ISBN 978-4-835-64652-7）[149]
- モモコグミカンパニー『目を合わせるということ』（2022年8月24日、角川文庫、ISBN 978-4-041-12831-2）[150]
- BiSH COSTUME BOOK 2015-2023（2023年4月17日、文化出版局、ISBN 978-4-579-30460-8）[151]
- 週刊BiSH春（2023年6月9日、文藝春秋）[152]
- GRADUATiON BiSH（2023年6月30日、水鈴社）[153]
- セントチヒロ・チッチ『いままでも これからも』（2023年7月12日、KADOKAWA、ISBN 978-4-046-06418-9）[154]
- モモコグミカンパニー『悪魔のコーラス』（2023年7月21日、河出書房新社、ISBN 978-4-309-03116-3）[155]
- モモコグミカンパニー『解散ノート』（2024年2月14日、文藝春秋、ISBN 978-4-16-391804-4）[156]
- ex-BiSH写真集『瞬-MATATAKi-』（2025年2月7日、光文社）[157]

## タイアップ
| 楽曲                           | タイアップ                                                                                             | 収録作品                                                                  |
| ------------------------------ | --- | ------------------------------------------------------------------------- |
| ヒーローワナビー               | 映画『アイアムアヒーロー』公開記念 リアル脱出ゲーム×アイアムアヒーロー「ある病院からの脱出」主題歌     | Blu-ray『Less Than SEX TOUR FiNAL “帝王切開”』初回盤                      |
| オーケストラ                   | フジテレビ系『痛快TV スカッとジャパン』 「胸キュンスカッと｣ 挿入歌                                     | アルバム『KiLLER BiSH』                                                   |
| プロミスザスター               | 日本テレビ系『徳井と後藤と麗しののSHELLYと芳しの指原が今夜くらべてみました』エンディングテーマ         | シングル『プロミスザスター』                                              |
| プロミスザスター               | 福島中央テレビおはよう天気予報テーマソング (2020年3月)                                                 | シングル『プロミスザスター』                                              |
| Help!!                         | いわき市小名浜観光PRアニメ『人力戦艦!?汐風澤風』オープニングテーマ                                     | シングル『プロミスザスター』                                              |
| 社会のルール                   | メ〜テレ・テレビ朝日系アニメ『ヘボット!』後期エンディングテーマ                                        | ミニアルバム『GiANT KiLLERS』                                             |
| FOR HiM                        | スポーツデポ・アルペン ウインターセール タイアップソング                                               | アルバム『THE GUERRiLLA BiSH』                                            |
| おでんの歌                     | セブン-イレブンコラボレーションムービー「ありがとうおでん『BiSH・おでんの歌』篇」タイアップソング      | アルバム『THE GUERRiLLA BiSH』セブンネット限定特典                        |
| PAiNT it BLACK                 | テレビ東京系アニメ『ブラッククローバー』第2クールオープニングテーマ                                    | シングル『PAiNT it BLACK』                                                |
| PAiNT it BLACK                 | ラウンドワンCMソング                                                                                   | シングル『PAiNT it BLACK』                                                |
| Life is beautiful              | dTV×FOD共同製作ドラマ『彼氏をローンで買いました』主題歌                                                | シングル『Life is beautiful/HiDE the BLUE』                               |
| Life is beautiful              | テレビ東京系『JAPAN COUNTDOWN』2018年6月度オープニングテーマ                                           | シングル『Life is beautiful/HiDE the BLUE』                               |
| HiDE the BLUE                  | 日本テレビアニメ『3D彼女 リアルガール』第1シーズンエンディングテーマ                                   | シングル『Life is beautiful/HiDE the BLUE』                               |
| 透明なままでゆけ。             | キリンビバレッジ キリンレモン「透明なままでゆけ。」篇 CMソング                                         | シングル『Life is beautiful/HiDE the BLUE』初回盤                         |
| それぞれの夢                   | レオパレス21 恋するレオパレス5th season 「デートのお誘い/Wi-Fi篇」「花火大会/セキュリティ篇」 CMソング |                                                                           |
| stereo future                  | テレビ東京系『JAPAN COUNTDOWN』2018年12月度オープニングテーマ                                          | シングル『stereo future』                                                 |
| stereo future                  | PlayStation 4 / Steam用ゲームソフト『GOD EATER 3』オープニングテーマ                                   | シングル『stereo future』                                                 |
| 二人なら                       | 日本テレビアニメ『3D彼女 リアルガール』第2シーズンオープニングテーマ                                   | 配信シングル『二人なら』                                                  |
| MORE THAN LiKE                 | テレビ東京系アニメ『FAIRY TAIL』ファイナルシリーズ第4クールオープニングテーマ                          | アルバム『CARROTS and STiCKS』                                            |
| DiSTANCE                       | MBSドラマ『スカム』エンディングテーマ                                                                  | アルバム『CARROTS and STiCKS』                                            |
| まだ途中                       | STV『熱烈!ホットサンド!』オープニングテーマ                                                            | アルバム『CARROTS and STiCKS』                                            |
| GRUNGE WORLD                   | 中村 足リラシート「100%な朝」篇 CMソング                                                               | アルバム『CARROTS and STiCKS』                                            |
| リズム                         | 花王 フレア フレグランス「香りと一緒に」篇 CMソング                                                    | シングル『KiND PEOPLE/リズム』                                            |
| できっこないを やらなくちゃ    | メルペイ「したい、をオトクにかなえよう。 宣言篇」 CMソング                                             | サンボマスターカバー『サンボマスター究極トリビュート ラブ フロム ナカマ』 |
| TOMORROW                       | NHK総合アニメ『キングダム』第3シリーズオープニングテーマ                                               | 配信シングル『TOMORROW』                                                  |
| ぶち抜け                       | テレビ東京系ドラマ『浦安鉄筋家族』エンディングテーマ                                                   | アルバム『LETTERS』                                                       |
| co                             | リアル脱出ゲーム 全国夜の遊園地シリーズ「夜のゾンビ遊園地からの脱出」テーマソング                      | アルバム『LETTERS』                                                       |
| I'm waiting for my dawn        | 中村 足リラシート「わたしのミカタ」篇 CMソング                                                         | アルバム『LETTERS』                                                       |
| STORY OF DUTY                  | ゲームアプリ「Call of Duty: Mobile」CMソング                                                           | 配信シングル『STORY OF DUTY』                                             |
| STAR                           | 読売テレビドラマ『ボクとツチノ娘の1ヶ月』主題歌                                                        | 配信シングル『STAR』                                                      |
| ZENSHiN ZENREi                 | フジテレビ系木曜劇場『レンアイ漫画家』オープニングテーマ                                               | 配信シングル『ZENSHiN ZENREi』                                            |
| in case...                     | UHFアニメ『ゴジラ S.P ＜シンギュラポイント＞』オープニングテーマ                                       | 配信シングル『in case...』                                                |
| STACKiNG                       | NHK総合アニメ『キングダム』第3シリーズ 第2クールオープニングテーマ                                     | 配信シングル『STACKiNG』                                                  |
| BE READY                       | スマートフォン向けゲーム『ラグナドール 妖しき皇帝と終焉の夜叉姫』主題歌                                | アルバム『GOiNG TO DESTRUCTiON』                                          |
| I have no idea.                | 映画『BiSH presents PCR is PAiPAi CHiNCHiN ROCK'N'ROLL』主題歌                                         | アルバム『GOiNG TO DESTRUCTiON』                                          |
| 柏木由紀なりのBiSH-BAD TEMPER- | フジテレビ系『なりゆき街道旅』エンディングテーマ                                                       | シングル『柏木由紀なりのBiSH-BAD TEMPER-』                                |
| ごめんね                       | NHK『みんなのうた』（2022年4月-5月）                                                                   | シングル『ごめんね』                                                      |
| UP to ME                       | 国立科学博物館 特別展「毒」タイアップソング                                                            | シングル『UP to ME』                                                      |
| テンテンスリー                 | ソフトバンク「SPY テンテンスリー」編 CMソング                                                          |                                                                           |
| innocent arrogance             | アニメ『天国大魔境』オープニングテーマ                                                                 | 配信シングル『innocent arrogance』                                        |
| beautifulさ                    | カンテレ・フジテレビ系『火曜は全力!華大さんと千鳥くん』 オープニングテーマ                             | アルバム『FAKE METAL JACKET』                                             |

## 出演

### テレビ
- MTV LIVE: BiSH NEVERMiND TOUR FiNAL（2017年4月28日、 MTV）
- The Documentary of WACKオーディション 〜オーケストラ物語〜（2017年7月6日、スペースシャワーTV）
- MTV LIVE: BiSH NEVERMiND TOUR RELOADED THE FiNAL "REVOLUTiONS"（2017年9月18日、MTV）
- ミュージックステーション（2017年12月1日、テレビ朝日系） - 初出演
- ESPRIT JAPON（2019年7月26日、BSフジ）
- アメトーーク!（2019年10月10日、テレビ朝日系） - 「BiSHドハマり芸人」[447]
- スパイストラベラー（2019年10月26日 - 、フジテレビNEXT） - MC（チッチ）[448]
- ベストヒット歌謡祭2019（2019年11月13日、日本テレビ系） - 初出演
- FNS歌謡祭（フジテレビ系）
  - 2019 FNS歌謡祭 第2夜（2019年12月11日） - 初出演
  - 2022 FNS歌謡祭 第2夜（2022年12月14日）
- 沼にハマってきいてみた（2020年7月13日、 NHK）[449]
- しゃべくり007（2020年7月27日、日本テレビ系）
- 浦安鉄筋家族（2020年8月28日、テレビ東京系） - BiSH 役（アユニ・チッチ・ハシヤスメ）[450]
- SONGS OF TOKYO（2020年8月29日、NHK総合・NHKワールド JAPAN）[451]
- 私だけかもしれない講座（2020年9月22日、NHKEテレ） - ナレーター（リンリン）[452]
- MTV VMAJ 2020 -THE LIVE-（2020年11月29日、MTV / Hulu） - MC[453]
- ざんねんないきもの事典 第12話（2020年12月23日、テレビ東京系） - 飯塚尚美 役（ハシヤスメ）[454]
- 京阪沿線物語〜古民家民泊きずな屋へようこそ 第2話（2021年1月17日、テレビ大阪・BSテレビ東京） - 水野恵美 役（ハシヤスメ）
- ドラマDELI「ボクとツチノ娘の1ヶ月」（2021年3月5日 - 3月26日、読売テレビ） - ツチノ娘 役（ハシヤスメ）[455]
- 東野幸治のこれがワタシの生きる道!?（2021年9月27日、NHK BSプレミアム） - ナレーター（ハシヤスメ）
- 日テレ系音楽の祭典 ベストアーティスト2021（2021年11月17日、日本テレビ系） - 初出演
- NHK紅白歌合戦（NHK総合）
  - 第72回NHK紅白歌合戦（2021年12月31日） - 歌唱曲『プロミスザスター』
- ファイトソング 第3話（2022年1月25日、TBS） - レイチェル 役（ハシヤスメ）
- アナザースカイ（2023年1月13日、日本テレビ系）
- 突然ですが占ってもいいですか？（2023年3月27日、フジテレビ）[456]
- BiSH THE NEXT（2023年4月8日 - 、日本テレビ）
- まつもtoなかい（2023年6月18日、フジテレビ）
- Venue101 Presents BiSH Bye-Bye リクエスト Show（2023年6月24日、NHK総合）
- ほんとにあった怖い話 夏の特別編2023「視えない来客」（2023年8月19日、フジテレビ） - 主演・セントチヒロ・チッチ（本人） 役
- GINZA CASSETTE SONG（2023年10月19日 - 2024年3月30日、BS-TBS） - MC（ハシヤスメ）[457][458]
- 大奥（2024年1月18日 - 3月28日、フジテレビ） - 表使のお玲 役（ハシヤスメ）[459]
- 爆上戦隊ブンブンジャー 第3話 - 最終話（2024年3月17日 - 2025年2月9日、テレビ朝日） - 細武調 役（ハシヤスメ）[460]
- 肝臓を奪われた妻（2024年4月3日 - 6月26日、日本テレビ） - 中村弘子 役（加藤千尋）[461]
- 上田と女が吠える夜「朝型の女vs夜型の女」（2024年6月5日、日本テレビ） - モモコグミカンパニー
- 放課後カルテ（2024年10月12日 - 12月21日、日本テレビ） - 吉田奈央 役（加藤千尋）[462]
- おはリナ!（2024年10月 - 、TOKYO MX） - モモコグミカンパニー（木曜コメンテーター）

#### 紅白歌合戦出場歴
| 年度   | 放送回 | 曲目             | 出演順 | 対戦相手   |
| ------ | ------ | ---------------- | ------ | ---------- |
| 2021年 | 第72回 | プロミスザスター | 11/21  | 三山ひろし |

### 映画
- ALL YOU NEED is PUNK and LOVE（2017年12月9日公開、エリザベス宮地監督）
- 劇場版 アイドルキャノンボール2017（2018年2月3日公開、カンパニー松尾監督）
- 世界でいちばん悲しいオーディション（2019年1月11日公開、岩淵弘樹監督）
- IDOL-あゝ無情-（2019年11月1日公開、岩淵弘樹監督）
- らいか ろりん すとん -IDOL AUDiTiON-（2021年1月15日公開、岩淵弘樹 バクシーシ山下 エリザベス宮地監督）
- BiSH presents PCR is PAiPAi CHiNCHiN ROCK'N'ROLL（2022年6月10日公開、行定勲 田辺秀伸 大喜多正毅 エリザベス宮地 山田健人 渡辺淳之介監督）
- サイド バイ サイド 隣にいる人（2023年4月14日公開、伊藤ちひろ監督） - 本人 役（チッチ）
- 爆上戦隊ブンブンジャー 劇場BOON! プロミス・ザ・サーキット（2024年7月26日公開、中澤祥次郎監督） - 細武調 役（ハシヤスメ）

### 舞台
- いきなり本読み!（2024年8月3日、三越劇場） - （加藤千尋）[463]

### オリジナルビデオ
- 爆上戦隊ブンブンジャーVSキングオージャー（2025年10月29日、東映ビデオ） - 細武調 役（ハシヤスメ）[464]

### ラジオ
- GIRLS♥GIRLS♥GIRLS =FULL BOOST= ATTACK OF THE KILLER BiSH（2016年10月5日 - 2023年6月21日、FM-FUJI）[465]
- BiSHのオールナイトニッポン0（2019年6月17日、ニッポン放送）[466]
- 「モモコグミカンパニー 月はきれいですか」（TBSラジオ、2023年12月27日20:00～21:00）[467]（モモコグミカンパニー）

### ネット配信
- BPM特別版〜BiSH「THE GUERRiLLA BiSH」リリースSP（2017年11月29日、AbemaTV）
- BiSHのキレッキレJAPAN（2018年12月3日 ‐ 2019年3月25日[57]、Yahoo! JAPAN/GYAO!）
- 7.2 新しい別の窓 ななにースペシャルライブ（2019年7月7日、AbemaTV） - ライブゲスト
- Music 水曜TheNIGHT （2020年5月13日 - 2022年4月28日、ABEMA） - 月1準レギュラー（ハシヤスメ）[468]
- BiSH presents FROM DUSK TiLL DAWN（2021年1月1日、PIA LIVE STREAM）[84]
- ゆにばーす・ばいぶる（2021年12月3日 - 2022年3月25日、ABEMA格闘ch） - MC（リンリン）
- Hulu BiSH iS OVER!（2022年3月27日 - 12月25日、Hulu）
- 職場ギャンブラー（2025年4月30日配信予定、UniReel） - 主演・浅沼加奈子 役（チッチ）[469]

### 吹き替え
- ウォンカとチョコレート工場のはじまり （2023年12月8日、ポール・キング監督） - ヌードル 役（チッチ、ケイラ・レーン）[470]

### ゲーム
- ラグナドール 妖しき皇帝と終焉の夜叉姫（2021年） - あずき洗い 役（チッチ）、倉ぼっこ 役（アユニ）[471]

### CM
- セブン-イレブン「ありがとうおでん『BiSH・おでんの歌』篇」（2017年9月1日 - ） - WEB限定・コラボレーションムービー[472]
- ラウンドワン「レッドピンチャレンジ」編・「スコア300パーフェクトチャレンジ」編・「スポッチャ」編（2018年4月 - 2019年3月）[161][473]
- キリンビバレッジ キリンレモン
  - 「透明なままでゆけ。」篇（2018年4月10日 - ）[474]
  - キリンレモン×BiSH「ラララ」篇・「ハミング」篇・「おいしくなった」篇（2018年/WEB限定ムービー）
- アクティビジョン・ブリザード・ジャパン「Call of Duty: Mobile」「BiSH with Ghost」篇「BiSH Game Play」篇「BiSH Music Video」篇（2020年10月16日 - ）[82]
- 東港金属「サイクラーズ企業広告 もったいないおばけ」サイクラーズCM「もったいないおばけ」篇（2020年2月4日） - ハシヤスメ・アツコのみ・WEBCM[475]
- グラムス「ラグナドール 妖しき皇帝と終焉の夜叉姫」
  - 「のっぺらぼう」篇「ぬりかべ」篇（2021年7月28日 - ）[476]
  - 「あずき洗いと倉ぼっこ篇」「ツチノコ争奪戦篇」（2021年10月22日 - ）[477]
- ソフトバンク「SPY テンテンスリー」編（2022年12月10日 - ）[190]
- 東京都『小さなことからＨＴＴ篇』（2023年11月20日 -）[478]（モモコグミカンパニー）
- サッポロビール「#20歳の自分へ」[479]（モモコグミカンパニー）

### 雑誌連載
- bis（2018年8月1日 -、光文社）- 連載（アユニ）
- ベース・マガジン（2019年1月19日 -、リットーミュージック）- 連載（アユニ）

### 関連書籍
- Quick Japan（太田出版）
  - vol.138（2018年6月15日）
  - 増刊 WACKな本（2018年10月20日）
  - vol.144（2019年6月26日）
- 日経エンタテインメント! 2018年12月号（2018年11月2日、日経BP社）
- 住野よる『麦本三歩の好きなもの』（2019年3月5日、幻冬舎）- モデル（モモコ）
- 装苑 2019年9月号（2019年7月28日、文化出版局）[480]
- 週刊ヤングジャンプ 2019年No.35（2019年8月1日、集英社）[481]
- TV Bros. 2019年12月号（2019年10月24日、東京ニュース通信社）[482]
- 音楽と人 2020年9月号（2020年8月5日、音楽と人）[483]
- NYLON JAPAN 2021年1月号（2020年12月27日、カエルム）- guys表紙[484]
- BiSH ぴあ（2018年5月22日、ぴあ株式会社）